# Azmizade Mustafa Haleti
Azmizade Mustafa Haleti (Istanbul, 1570-1631) fou un poeta i erudit otomà considerat el mestre del rubai (l'estil del poeta Rubi) a la literatura turca. Com a cadi va arribar a altres posicions (a la segona posició més alta). Va deixar un diwan, el Sahi name (llibre dels cants) i algunes cartes.